# Вельгат, Адриан
Адриан Вельгат (пол. Adrian Wielgat; род. 10 февраля 1993 года, Эльблонг, Польша) — польский конькобежец, бронзовый призёр чемпионата мира по конькобежному спорту на отдельных дистанциях 2018 года. Участник зимних Олимпийских игр 2018 года.

## Биография
Адриан Вельгат родился в городе Эльблонг, Варминьско-Мазурское воеводство, Польша. С двенадцатилетнего возраста начал профессионально заниматься конькобежным спортом. Тренируется на базе клуба «KS Orzel Elblag». В клубе за его подготовку отвечает Роман Рыцке (пол. Roman Rycke), а в национальной сборной — Витольд Мазур. Состоит в отношениях с Виолой Борцовской (пол. Wiola Borcowska).
Бронзовой медалью завершилось выступление Вельгата на чемпионате мира по конькобежному спорту на отдельных дистанциях 2018 года, что проходил в российском городе — Коломна. 7 января на катке Центра конькобежного спорта во время командной гонки преследования среди мужчин польская команда с результатом 3:52.60 (+9.81) финишировала третей, уступив более высокие позиции соперникам из России (3:44.59 (+1.80) — 2-е место) и Нидерландов (3:42.79 — 1-е место).
На зимних Олимпийских играх 2018 года Адриан Вельгат дебютировал в забеге на 5000 м. 11 февраля 2018 года на Олимпийском Овале Каннына в забеге на 5000 м он финишировал с результатом 6:31.71 (+21.95). В итоговом зачёте Адриан занял 22-е место